# Lublaňská ústřední tržnice
Lublaňská ústřední tržnice (slovinsky Osrednja ljubljanska tržnica) v hlavním městě Slovinska byla navržena architektem Jožem Plečnikem v letech 1931 až 1939. Tržní budova se nachází mezi Trojmostím a Dračím mostem podél řeky Lublaňka. Tržnice má otevřeno denně kromě nedělí.

## Historie
Zemětřesení v Lublani roku 1895 zničilo starý klášter s diecézní dívčí kolejí. Po tom, co byly trosky budovy odstraněny, poskytlo Vodnikovo náměstí plochu pro venkovní tržnici. Současná tržní budova, navržená Jožem Plečnikem, tu vznikala mezi lety 1940 a 1944.
Vzhled budovy je ovlivněn renesanční architekturou. Tržnice se nachází v dvoupatrové budově, vytvořené podél řeky. Na straně s výhledem na řeku mají haly půlkruhová okna, zatímco strana směrem na ulici vyniká sloupořadím. Aby poskytovala pohled na řeku Lublaňku, je budova obohacena o dvě otevřené lodžie. Střecha budovy je pokryta masivními betonovými taškami.
Plečnik plánoval vyplnit mezeru mezi tržními halami monumentálním krytým mostem, jenž by tržnici spojoval s Petkovškovým nábřežím, jeho návrh však nikdy zrealizován nebyl. Nakonec byl plán splněn alespoň částečně, když byl v červenci 2010 postaven Řeznický most, který má ovšem jiný design.